# Kevin McKidd
Kevin McKidd (Elgin, 9 augustus 1973) is een Schotse acteur.

## Acteercarrière
McKidd speelde onder meer Lucius Vorenus in de televisieserie Rome (2005-2007) en al vanaf 2007 als Dr. Owen Hunt in de televisieserie Grey's Anatomy. Daarnaast heeft hij in diverse films gespeeld. Zo was hij te zien in onder meer Trainspotting (1996), Hannibal Rising (2007), Percy Jackson & the Olympians: The Lightning Thief (2010) en Made of Honor (2008). Bij fans van de computerspelserie Call of Duty is hij bekend als Kapitein John 'Soap' MacTavish. Hij sprak de stem van MacTavish, een Schotse militair, in voor Call of Duty: Modern Warfare 2 en het vervolg Call of Duty: Modern Warfare 3.

## Persoonlijk leven
McKidd trouwde in 1999 met Jane Parker, met wie hij in 2000 zoon Joseph en in 2002 dochter Iona kreeg. Het stel scheidde in 2017.  Kort daarna, in 2018 trouwde McKidd met Arielle Goldrath, van wie hij in juni 2023 scheidde.  Sinds 2023 is hij samen met actrice Danielle Savre. 
- Bibsys: 3114674
- Bibliothèque nationale de France: cb14022697g (data)
- Gemeinsame Normdatei: 139863524
- International Standard Name Identifier: 0000 0000 5215 9911
- Library of Congress Control Number: no99066621
- MusicBrainz: b329d179-8953-48b9-80f7-5bf9b5a5032e
- Nationale Bibliotheek van Tsjechië: pna2006327289
- Nationale Bibliotheek van Israël: 987007433732805171
- Nationale Bibliotheek van Polen: a0000001915098
- Nederlandse Thesaurus van Auteursnamen: 297234722
- Système universitaire de documentation: 132225883
- Virtual International Authority File: 4567771
- WorldCat: E39PBJkMJfwj3MPDbf3fvRMQMP